# Рауль Родрігес Наварро
Рауль Родрігес Наварро (ісп. Raúl Rodríguez Navarro, нар. 22 вересня 1987, Вілассар-де-Мар) — іспанський футболіст, центральний захисник американського клубу «Х'юстон Динамо».

## Ігрова кар'єра
У дорослому футболі дебютував 2007 року виступами за команду клубу «Граменет», в якій провів три сезони, взявши участь у 83 матчах чемпіонату. 
Своєю грою за цю команду привернув увагу представників тренерського штабу клубу «Еспаньйол», до складу якого приєднався 2010 року. Свій перший сезон у новій команді відіграв за команду дублерів клубу.
До складу основної команди «Еспаньйола» почав залучатися з серпня 2011 року. Спочатку досить регулярно виходив на поле у складі «Еспаньйола», але з приходом до команди нового головного тренера Серхіо Гонсалеса втратив місце в «основі» і вирішив не продовжувати контракт з барселонським клубом.
У січні 2015 року безкоштовно приєднався до представника американської MLS клубу «Х'юстон Динамо».